# Aprilie 1995
Acest articol este generat integral pe baza informațiilor din articolul 1995 și este actualizat periodic de un robot.
 Editările făcute în articol vor fi șterse la următoarea actualizare! Dacă doriți să faceți modificări, editați articolul-sursă.

ianuarie -
februarie -
martie -
aprilie -
mai -
iunie -
iulie -
august -
septembrie -
octombrie -
noiembrie -
decembrie
Aprilie 1995 a fost a patra lună a anului și a început într-o zi de sâmbătă.

## Evenimente
- 11 aprilie: Număr record de participanți (din toată țara), 50.000 de persoane, au participat la mitingul de protest organizat în București de către CNSLR-Frăția. Negocierile dintre sindicat și echipa guvernamentală condusă de Viorel Hrebenciuc, secretarul general al Guvernului, s-au sfârșit prin semnarea unui protocol care prevede creșterea salariului real și includerea F.P.S. în viitorul Minister al privatizării.
- 19 aprilie: Atentatul din Oklahoma City. Clădirea federală Murrah din orașul Oklahoma, SUA, a fost ținta unui atac terorist. În urma exploziilor, au murit 168 oameni, printre care opt ofițeri federali.
- 21 aprilie: Exploratorul Teodor Gh. Negoiță devine primul român care atinge Polul Nord, în cadrul unei expediții ruse de cercetare.
- 26 aprilie: Duma de Stat a Rusiei a adoptat o rezoluție prin care se opune retragerii Armatei a 14-a din Republica Moldova, încălcând astfel acordul încheiat în 1994 între guvernele Moldovei și Rusiei care prevedea retragerea într-un interval de trei ani a trupelor Armatei a 14-a din Moldova.

## Nașteri

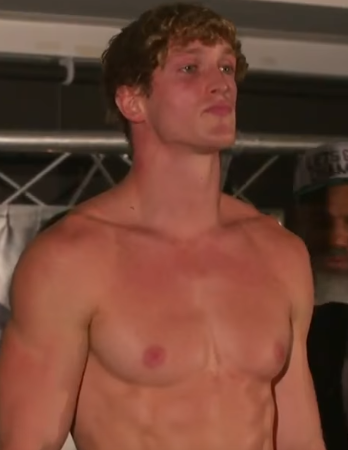
Logan Paul

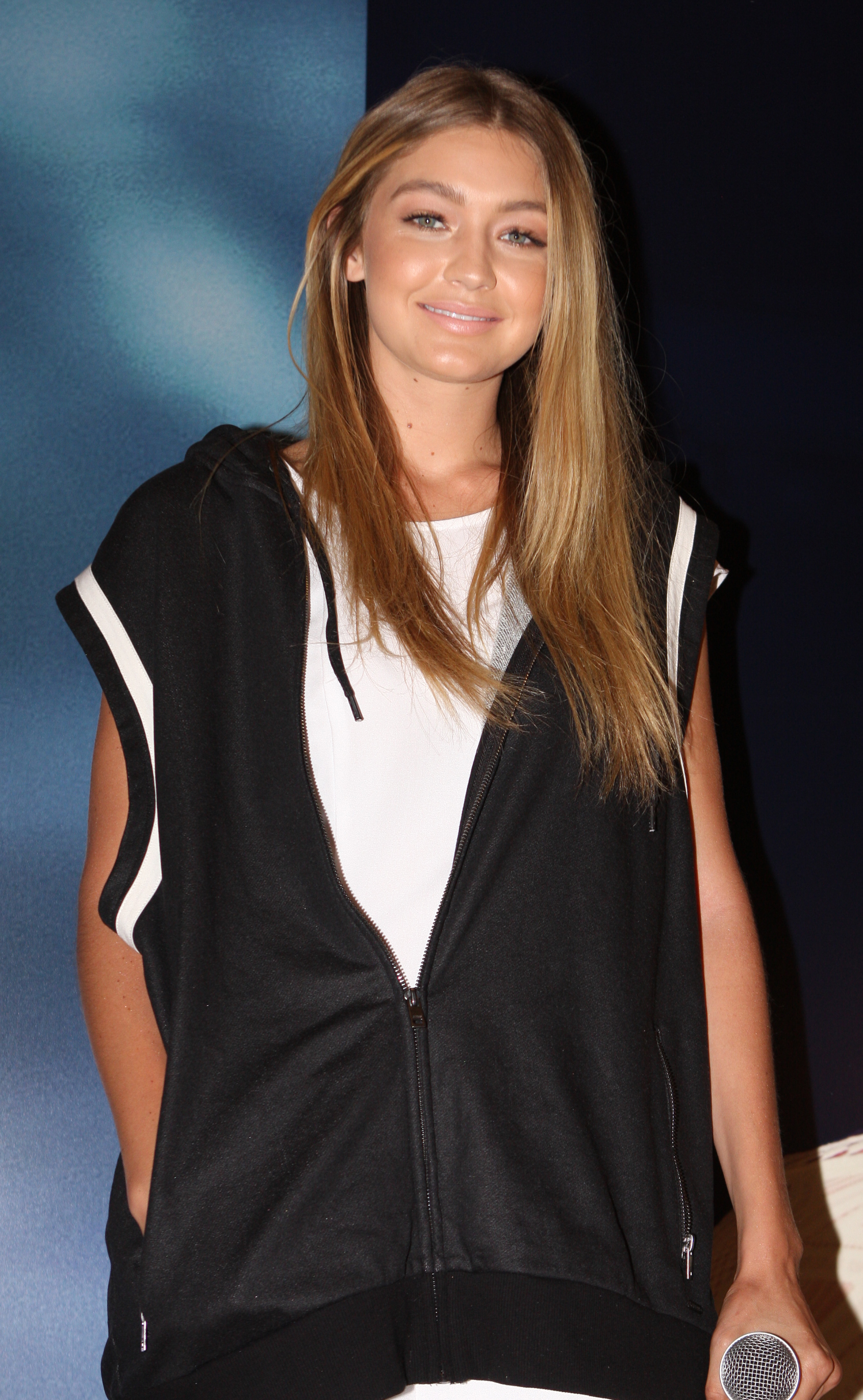
Gigi Hadid

- 1 aprilie: Alexandru Păun, fotbalist român
- 1 aprilie: Eduard Andrei Vasile, profesor, consilier în dezvoltare personală și publicist român
- 1 aprilie: Adrian Alexandru-Păun, fotbalist român
- 1 aprilie: Logan Paul, vlogger și luptător american
- 3 aprilie: Adrien Rabiot, fotbalist francez
- 5 aprilie: Sei Muroya, fotbalist japonez
- 6 aprilie: Ana Maria Tănasie, handbalistă română
- 11 aprilie: Dumitru Popescu, fotbalist din R. Moldova
- 11 aprilie: Dumitru Popescu, fotbalist moldovean
- 12 aprilie: Jennifer Brady, jucătoare americană de tenis
- 12 aprilie: Przemysław Frankowski, fotbalist polonez
- 12 aprilie: Mara Bâtea, fotbalistă română
- 15 aprilie: Eros Grezda, fotbalist albanez
- 16 aprilie: Mackenzie McDonald, jucător de tenis american
- 18 aprilie: Divock Origi, fotbalist belgian
- 22 aprilie: Cristian Bărbuț, fotbalist român
- 23 aprilie: Gigi Hadid (n. Jelena Noura Hadid), personalitate americană de televiziune și model

## Decese
Hannes Alfvén (n. Hannes Olof Gösta Alfvén), 86 ani, fizician suedez, laureat al Premiului Nobel (1970), (n. 1908)
Vera Szemere, 71 ani, actriță maghiară (n. 1923)
Morarji Desai, 99 ani, politician indian (n. 1896)
Victor Roman, 57 ani, sculptor român de etnie maghiară (n. 1937)
Mario Carotenuto, actor italian (n. 1916)
Elting E. Morison (Elting Elmore Morison), 85 ani, istoric american (n. 1909)
Gilda Marinescu, 62 ani, actriță română (n. 1933)
Ginger Rogers (n. Virginia Katherine McMath), 83 ani, cântăreață, dansatoare și actriță americană, laureată a Premiului Oscar (1941), (n. 1911)
Willem Frederik Hermans, 73 ani, scriitor din Țările de Jos (n. 1921)
Andrew Salkey, 67 ani, poet panamez (n. 1928)